# Ashikaga Yoshitane
Ashikaga Yoshitane (tiếng Nhật: 足利 義稙; 9 tháng 9 năm 1466 — 23 tháng 5 năm 1523), nguyên danh Ashikaga Yoshiki (足利 義材), là shogun thứ 10 của Mạc phủ Ashikaga ở Nhật Bản, nắm quyền từ năm 1490 đến năm 1495 và năm 1508 đến năm 1521.